# Giovanni da Procida (sommergibile)
Il Giovanni da Procida è stato un sommergibile della Regia Marina.

## Storia
All'inizio degli anni Trenta compì assieme ai gemelli una crociera nel Mediterraneo orientale, con tappa a Salonicco, Lero e Rodi ed il contemporaneo svolgimento di esercitazioni aeronavali.
Nell'agosto-settembre 1937 partecipò clandestinamente alla guerra di Spagna con una missione in Egeo: svolse ben 21 manovre d'attacco giungendo però al lancio in una sola occasione, un singolo siluro, peraltro senza colpire.
Nel giugno 1938 a Taranto, assieme al gemello Tito Speri,  partecipò alla sperimentazione dell'apparecchio «Girosi», un lanciafiamme che permetteva al sommergibile di incendiare, senza dover emergere, del carburante in precedenza espulso in superficie, in modo da ostacolare il transito in passaggi obbligati o imboccature di porti. Il Da Procida, mentre si trovava in affioramento, rilasciò della nafta che fu poi incendiata con tale strumento dallo Speri, frattanto sopraggiunto, dimostrando così l'efficacia dell'apparato, che fu poi installato su altri 23 sommergibili ma non fu mai utilizzato. 
Tra il settembre e il novembre 1938 fu dislocato con altri battelli a Lero.
Dal giugno 1940 all'aprile 1941, il Da Procida, inquadrato nella XXXI Squadriglia Sommergibili con base a Messina, svolse 16 infruttuose missioni offensive al comando del capitano di corvetta Guido D'Alterio, nel Canale di Sicilia, nel Dodecaneso, al largo di Malta e nel Canale d'Otranto.
In un'occasione lanciò due siluri contro un sommergibile nemico, senza riuscire a colpirlo.
Dall'aprile 1941, fino al febbraio 1942, operò da La Spezia per esperimenti ed esercitazioni antisommergibile sia di navi che di aerei.
Nel settembre 1941, durante l'operazione britannica «Halberd» (consistente nell'invio di un convoglio a Malta, ma i comandi italiani ritennero opportuno l'invio di alcuni sommergibili in Mar Ligure temendo un'azione di bombardamento navale) fu dislocato in agguato difensivo al largo delle coste della Liguria.
Il 9 febbraio 1942 entrò in cantiere per lavori di ammodernamento che ebbero termine nell'agosto dello stesso anno.
All'armistizio era nuovamente in cantiere. Durante la cobelligeranza fu adibito ad esercitazioni antisommergibile dagli Alleati, operando alle Bermuda.
Fu smantellato nel dopoguerra.